# Nymphon tubiferum
Nymphon tubiferum is een zeespin uit de familie Nymphonidae. De soort behoort tot het geslacht Nymphon. Nymphon tubiferum werd in 1978 voor het eerst wetenschappelijk beschreven door Stock. 